# Betty Blythe
Betty Blythe (1 september 1893 – 7 april 1972) was een Amerikaanse actrice.

## Levensloop en carrière
Blythe begon haar carrière in 1916. Haar eerste grote rol volgde in 1921 in The Queen of Sheba van J. Gordon Edwards. Haar carrière zou bijna vijftig jaar overspannen. In de jaren 30 volgden rollen in onder meer Pilgrimage en The Gorgeous Hussy. Haar laatste film speelde ze in 1964: een kleine rol in My Fair Lady.
In 1972 overleed Blythe op 78-jarige leeftijd. Ze was gehuwd met acteur en regisseur Paul Scardon. Blythe ligt begraven op het Forest Lawn Memorial Park (Glendale).